# دینی هنن
دینی هَنِن (انگلیسی: Dinny Hannon؛ ۳۱ ژانویه ۱۸۸۸ – ۲۳ اوت ۱۹۷۱) بازیکن فوتبال اهل جمهوری ایرلند بود.
از باشگاه‌هایی که در آن بازی کرده‌است می‌توان به باشگاه فوتبال بوهمیان اشاره کرد.
وی همچنین در [تیم ملی فوتبال جمهوری ایرلند]] بازی کرده‌است.